# Том Манкієвіч
Том Франк Манкієвіч (англ. Tom Mankiewicz), (1 червня 1942 року - 31 липня 2010 року) - американський сценарист, режисер та продюсер, в тому числі і декількох фільмів про Джеймса Бонда. Сценарист фільму "Супермен" та телесеріалу  "Подружжя Гарт". Син Джозефа Манкієвіча та племінник Германа Манкієвіча .

## Ранні роки життя та кар’єри
Манкієвіч народився в Лос-Анджелесі 1 червня 1942 року . Його батьками були актриса австрійського походження Роуз Страднер та відомий сценарист та режисер Джозеф Манкієвіч, син німецьких єврейських іммігрантів. 
У 1950 році його батько, отримавши за два роки чотири премії "Оскар" за сценарії та режисуру "Листа трьом дружинам" та  "Все про Єву", вирішив перевезти свою сім'ю до Нью-Йорка.
Том Манкієвіч закінчив Академію Філіпса Ексетера (1955–1959 роки) та Єльський коледж (1959–1963 роки). Спеціалізувався на драматичному факультеті Єльського університету, закінчивши перші два курси Єльської драматичної школи, будучи ще студентом.
Під час канікул працював у Літньому театрі Вільямстауна в штаті Массачусетс помічником та актором. 1961 року прийнятий на посаду третього асистента режисера у фільмі "Команчерос з Джоном Уейном та Лі Марвіном у головних ролях, що був знятий в Долині пам'ятників штату Юта .
У 1963 році двоє молодих продюсерів, Стюарт Міллар і Лоуренс Турман, взяли Манкієвіча асистентом під час створення фільму "Краща людина", що вийшов у 1964 році, заснованій на Бродвейській п'єсі Гора Відаля. Брав участь практично у всіх напрямках створення фільму, отримавши свою першу згадку як "Помічник з виробництва".

## Сценарист
Манкієвіч почав розпочав кар'єру з оригінального сценарію "Будь ласка", про останні дев'яносто хвилин у житті суїцидальної молодої актриси. Його обрали три різні студії, але так ніколи і не був знятий.
У 1967 році Манкієвіч об'єднав зусилля зі своїм другом Джеком Хейлі-молодшим, аби випустити спеціальний випуск для музичного телешоу шоу, надзвичайно популярної на той час Ненсі Сінатри: Movin 'with Nancy, разом із Френком Сінатрою, Діном Мартіном, Семмі Девісом-молодшим та Лі Хазлвуд. Манкевич був єдиним сценаристом, а Хейлі отримав "Еммі" за режисуру.
Одночасно "XX Century Fox" звернув увагу на його оригінальний сценарій, і після його прочитання продюсер Джо Пастернак найняв Манкієвіча для написання сценарію фільму "Солодка їзда".
Поєднання цього сценарію та телевізійних фільмів змусило продюсера з Бродвею Фреда Коу попросити Манкієвіча написати сценарій для м'юзиклу "Георгій!", що став музичною версією фільму Георгій-дівчина. Його вперше показали у театрі "Зимовий сад" у 1970 році і номінували на три премії "Тоні", але закритий після чотирьох вистав.

### Джеймс Бонд
Однин з показів Георгія відвідав керівник продюсерського центру United Artists Девід Пікер, який захопився сценарієм Манкієвіча для мюзиклу. Пікер і продюсер Джеймса Бонда Альберт "Куббі" Брокколі шукали письменника для великої переробки "Діаманти назавжди" в надії спокусити Шона Коннері знову зіграти Джеймса Бонда. Пікер запропонував Брокколі додати Манкієвіча до свого списку кандидатів. Його взяли на роботу на двотижневе випробування, але після того, як він пропрацював у фільмі півроку, отримав право на спільний сценарій із оригінальним сценаристом Річардом Майбаумом.
З цього почалися довгі стосунки Манкієвіча з фільмами про Бонда. Він отримав персональне замовлення на сценарій для наступного фільму "фільму "Живи і дай померти"" та поділився згадкоюм з Майбаумом у "фільмі Людина із золотим пистолетом", а також зробив перепис "Шпигуна, який мене кохав", без зазначення авторства, і допоміг Брокколі та режисеру Льюїсу Гілберту зняти "Місячного гонщика".

### Доктор сценаріїв
У 1975 році Манкієвіч написав сценарій фільму "Мати, глечики та швидкість" - чорна комедія про водіїв швидкої допомоги з Біллом Косбі, Ракель Уелч та Харві Кейтелем. Став со-продюсером фільму з режисером Пітером Йейтсом, який пізніше попросив Манкевича приїхати на Британські Віргінські острови, щоб разом з Робертом Шоу та Жаклін Біссе переписати наступний фільм Йейтса - "Безодня". Фільм мав величезний касовий успіх і закріпив репутацію Манкієвіча як "Скрипт-доктора" .
Потім він виконував подібну функцію у фільмі "Кассандра", в головних ролях Річард Харріс, Софі Лорен, Берт Ланкастер та Ава Гарднер, отримавши спільну згадку. Далі - сценарій фільму "Орел приземлився", трилер Другої світової війни з Майклом Кейном, Дональдом Сазерлендом та Робертом Дювалем.
У цей час актор Пітер Фальк попросив Universal Studios найняти Манкевича для читання сценаріїв його хітового телевізійного серіалу "Коломбо" та внесення пропозицій щодо сюжету. Пізніше Манкевич визнав, що це було спокуслива пропозиція .

### Супермен
У 1977 році режисера Річарда Доннера найняли режисером Супермена та "Супермена 2". На той час проєкти сценарію складали більше чотирьохсот сторінок, і Доннер вважав, що він занадто довгий. Манкієвіч залишався на виробництві цих фільмів більше ніж на рік, допомагаючи Доннеру не тільки як сценарист, а й в інших департаментах. Доннер дав Манкієвічу окрему згадку "Творчий консультант". Гільдія письменників наполегливо заперечувала з двох підстав; по-перше, тому що традиційний арбітражний процес був обійдений, а по-друге, тому що згадка Манкієвіча з’явилася після оригінальних сценаристів, а не перед ними, маючи на увазі, що його внесок був важливішим. Суперечка дійшла до судового слухання. Манкієвіч переміг і його згадування залишилася там, де вона була у "Супермені", але він погодився, щоб його вказали безпосередньо перед переліченими сценаристами у "Супермені 2".
На цьому етапі кар'єри Манкевич мав дуже великий успіх .

### Подружжя Гарт
В цей час телевізійні продюсери Аарон Спеллінг та Леонард Голдберг мали одночасно п’ять успішних серіалів, знятих разом з ABC. У них також був потенційний "пілотний" сценарій Сідні Шелдона під назвою "Подвійний оберт", який вони не змогли продати. Голдберг знав, що Манкієвіч хоче стати режисером, і запропонував йому, що якщо він перепише двогодинний сценарій, він зможе його також зрежисувати. Манкієвіч погодився і перетворив сценарій серіалу "Подружжя Гарт". Цей сценарій продали і Манкієвіч став співавтором і режисером пілотного випуску. Хітовий серіал тривав п’ять років, а також став темою восьми двогодинних мережевих та кабельних фільмів. Манкієвіч отримав згадку, як "Творчий консультант" у кожному епізоді, виступивши режисером сім з них. Він також зняв фінальний епізод серіалу у Мюнхені, Німеччина.

### Знову скрипт-доктор
Після Супермена, Warner Brosers найняв Манкієвіча для "виправлення" сценаріїв фільму. Він адаптував сценарії для Стівена Спілберга і Джо Данте у Гремлінах, Спілберга і Річарда Доннера у Бовдурах. Пізніше написав перший проєкт "Бетмена", початкового фільму кінофраншизи, хоча сценарій Манкієвіча ніколи і не використовувався. Створив сценарій серіалу "Гавілан" і написав сценарій для фільму Клінта Іствуда Веселка" .
Пізніше Річард Доннер взяв його у Леді-яструб, середньовічне романтичне фентезі з такими акторами як: Метью Бродерік, Мішель Пфайффер та Рутгер Гауер. Він отримав спільну згадку та окреме згадування як "Креативний консультант".

## Пізня кар'єра
Манкієвіч був незадоволений роботою з Warner Brosers і вирішив перейти у Universal. 1987 року дебютував на студії як режисер у фільмі "Мережі зла" .
Пізніше Манкієвіч здійснив перепис без згадування фільму "Орли юриспруденції", романтичної комедії з Робертом Редфордом. 
У 1991 році, як режисер, зняв фільм "Деліріус". У тому ж році став режисером одного з епізодів телесеріалу "HBO" "Байки зі склепу". 
У 1990-х кар’єра Манкієвіч сповільнилася. Пізніше він стверджував, що неофіційно потрапив до "чорного списку", коли залишив своє агентство CAA .
У кінці 1990-х Манкієвіч допоміг Річарду Доннеру відновити його версію "Супермена 2". Фільм Супермен II: Річард Доннер Кат вийшов у 2006 році і отримав премію Сатурн як найкращий DVD року.

## Смерть
Помер у своєму будинку в Лос-Анджелесі від раку підшлункової залози 31 липня 2010 року .

## Автобіографія
У травні 2012 року вийшло друком книга "Моє життя як Манкієвіч", написана у співпраці з Робертом Крейном. Книга була майже повністю завершена на момент його смерті, але закінчена співавтором і опублікована в Університетській преси штату Кентуккі.
У своїй книзі Манкієвіч стверджував, що втратив незайманість з Джоан О'Брайен, коли працював над "Команчерос". Також мав стосунки з актрисами Дороті Провін, Сюзі Кендал, Керол Лінлі , Тьюздей Велд , Діаною Кіленто, Елізабет Ешлі, Джин Сіммонс, Кеті Джексон, Стефані Паверс і Марго Кіддер. Був дуже близьким другом Наталі Вуд та Джеррі Мосс.

## Фільми
- Солодка їзда (1968 рік) – Сценарист
- Діаманти назавжди (з Річардом Майбаумом) (1971 рік) – Сценарист
- Живи та дай померти (1973 рік) – Сценарист
- Чоловік із золотим пістолетом (з Річардом Майбаумом) (1974 рік) – Сценарист
- Мати, глечики та швидкість (1976 рік) – Сценарист, продюсер
- Перевал Кассандри (1976 рік)
- Орел приземлився (1976 рік) – Сценарист
- Супермен (1978 рік) – Сценарист та креативний консультант
- Леді-яструб (1985 рік) – Сценарист (разом з Едвардом Хмарою, Девідом Веббом Піплсом і Майклом Томасом )
- Гаряче переслідування (1987 рік) – Виконавчий продюсер
- Dragnet (1987 рік) – Режисер, сценарист разом з Даном Айкройдом та Аланом Цвейбелом
- Деліріус (1991 рік) – Режисер

### Без згадування у титрах
- Шпигун, який мене кохав (1977 рік) [8]
- Безодня (1977 рік) [14]
- Місячний гонщик (1979 рік)
- Супермен 2 (1980 рік)
- Воєнні ігри (1983 рік)
- Гремліни (1984 рік)
- Заваруха в місті (1984 рік)
- Орли юриспруденції (1986 рік)

## Телебачення
- Епізод "Хлопчик-втікач" Боб Хоуп представляє театр "Крайслер" (1966 рік) –  Сценарист
- Movin 'With Nancy (1967 рік) – Сценарист
- Удар міді (1968 рік) [15] – Сценарист
- Mother, Juggs &amp; Speed (1978 рік) – Сценарист
- Гарт до Харта (1979–1984 роки) – Творчий консультант, автор сценарію, режисер
- Гавілан (1982 рік) – Творець, автор внесків
- Livin 'Large (1989 рік) (телефільм) – Співпродюсер
- Кохана до смерті (1991 рік)
- Казки з склепу (1991 рік) – Режисер
- Приймаючи жар (1993 рік) (телефільм) – Режисер
- Харт до Харта: До смерті нам Харт (1996 рік) – Режисер

## Театр
- Георгій! (1970 рік) – Автор

## Книги
- «Моє життя як Манкевич: подорож інсайдера Голлівудом» (разом із Робертом Крейном) Видавець: University Press of Kentucky (2012).ISBN 9780813140575

## Незняті сценарії
- Будь ласка
- Матері та дочки (1964 рік) – з книги Евана Хантера [16]
- Минуле все безчестя (1965 рік) – з роману Джеймса М. Кейна – партнерство з Робертом Вагнером [17]
- М. 38 (1966 рік) – невизначена комедія для продюсера Гаррі Келлера [18]
- Остін Девід (1970 рік) з роману Джайлза Тіппет для продюсера Квін Мартін [19]
- Ферма з роману Сільвії Уоллес про жирну ферму [20]
- проєкт Бетмена (1981 рік) – для Пітера Губера та Джона Петерса [21]
- Веселка (1980-ті роки) – про шахрая в депресії
- Практика (1985 рік) – медичний трилер [22]
- рімейк "Дива на 34-й вулиці" (1987 рік) для Манкевича за режисером за сценарієм Нелл Катберт [23]
- Шкіра туга – (початок 1990-х років) з Бертом Рейнольдсом з роману Карла Іаасена

## Зовнішні посилання
- Том Манкієвіч на сайті IMDb (англ.)   </img>
- Коледж кіно та медіа-мистецтв Доджа при Університеті Чепмена
- Фонд дикої природи Вільяма Холдена
- Зоопарк і ботанічний сад Лос-Анджелеса